# Каскади (урочище)
Каска́ди — урочище, геологічна пам'ятка природи місцевого значення в Україні. Розташована в межах Новоукраїнського (раніше — Маловисківського) району Кіровоградської області.

## Розташування
Урочище розташоване в долині річки Буки (права притока Плетеного Ташлика), на південний захід від села Злинка, за 10 км від залізничної станції Капустине.

## Опис
Площа — 2,5 га. Статус присвоєно згідно з рішенням Кіровоградського облвиконкому № 233 від 09.06.1971 року. Перебуває у віданні: Маловисківська районна державна адміністрація.
Каскади є одним з небагатьох місць поширення природних водоспадів на Придніпровській височині та рівнинній частині України в цілому. Урочище — це приклад типових рівнинних лісостепових східноєвропейських ландшафтів річкових долин лісостепової смуги, збережених у своєму природному місці розташування.

### Геологічна будова
В Каскадах розташоване місце виходу на поверхню масивної брили нижньопротерозойських гранітів і мігматитів — елементів Українського щита, найдавнішої тектонічної структури України. Час їхнього утворення датується близько 2 мільярдами років тому. Припускають, що в I тис. до н. е. брили могли виконувати функцію скіфського святилища, оскільки на стінах нині затоплених печер раніше можна було розгледіти окремі знаки.

### Флора
У рослинному та ценотичному відношенні урочище дуже різноманітне. Тут збереглись рослинні угруповання петрофітних, чагарникових та лучних степів. Дев'ять видів рослин урочища занесено до Європейського Червоного списку та Червоної книги України; 3 види раритетних рослин мають статус міждержавного й 6 — державного рівня охорони, присутні тут численні регіональні рідкісні види та формації.

### Фауна
В урочищі мешкає багато видів рідкісних тварин, що зникають. 58 представників фауни урочища охороняються Бернською конвенцією, 14 занесені до Червоної книги України.

## Галерея

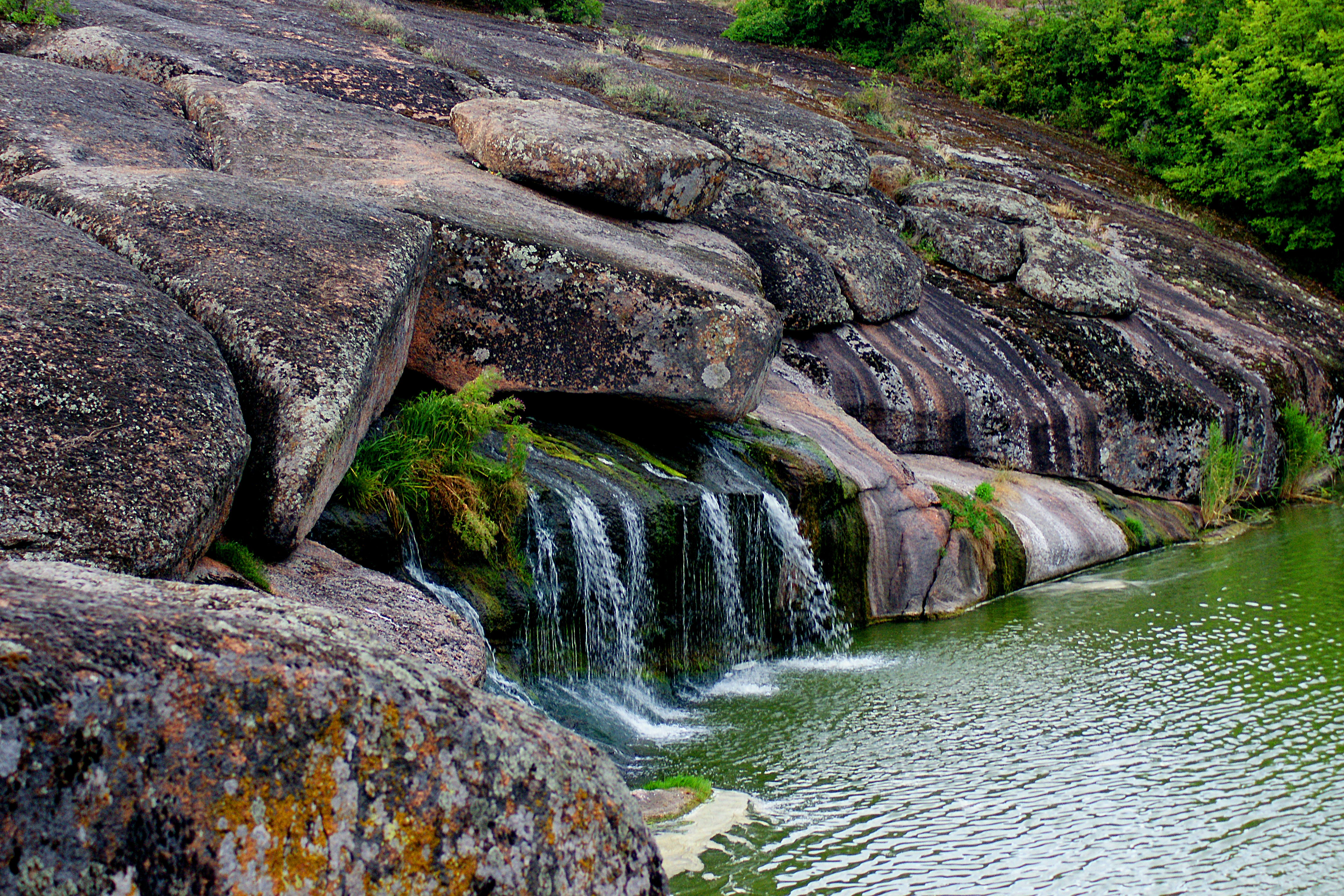
Водоспад
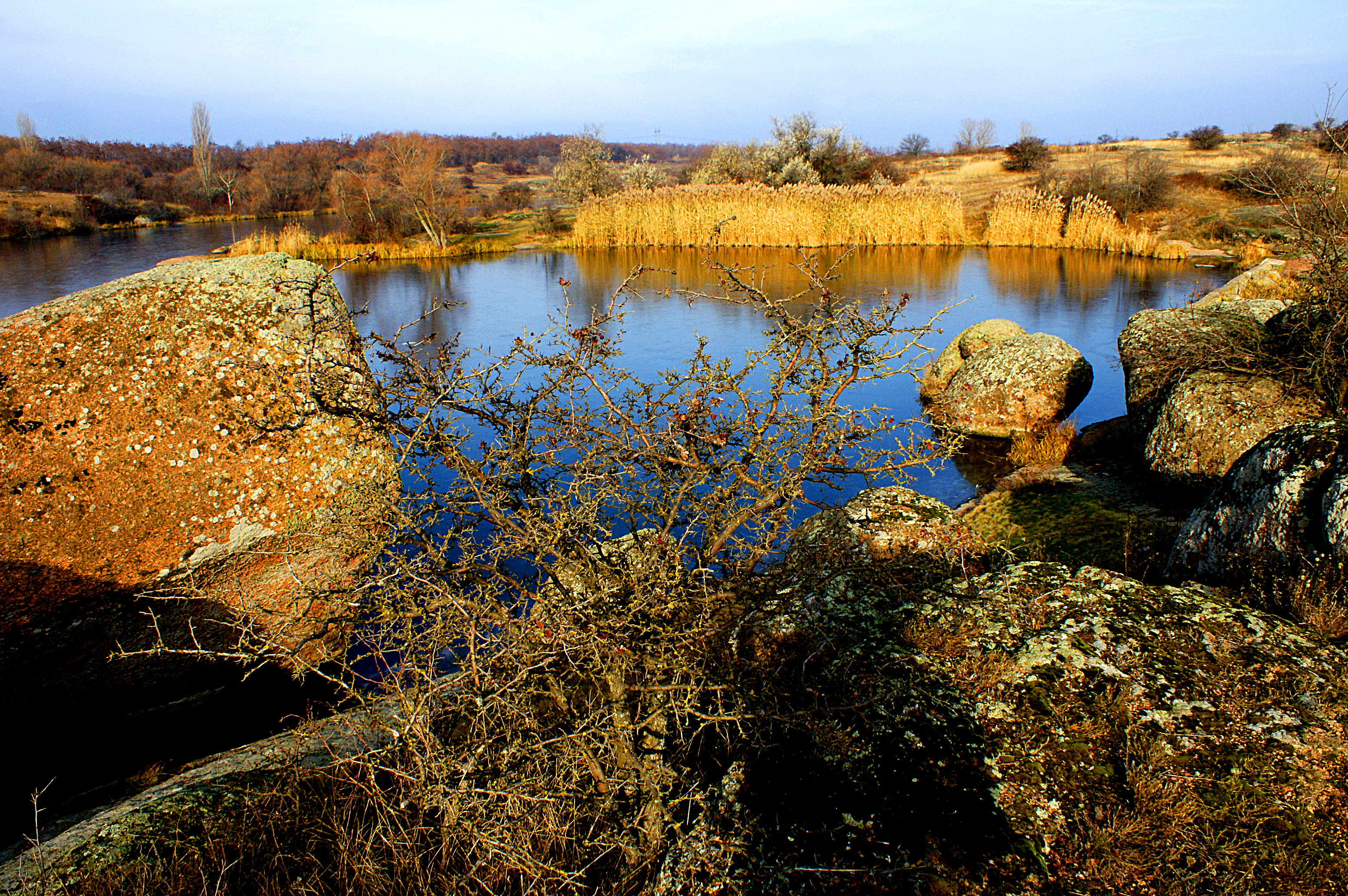
Каскади восени
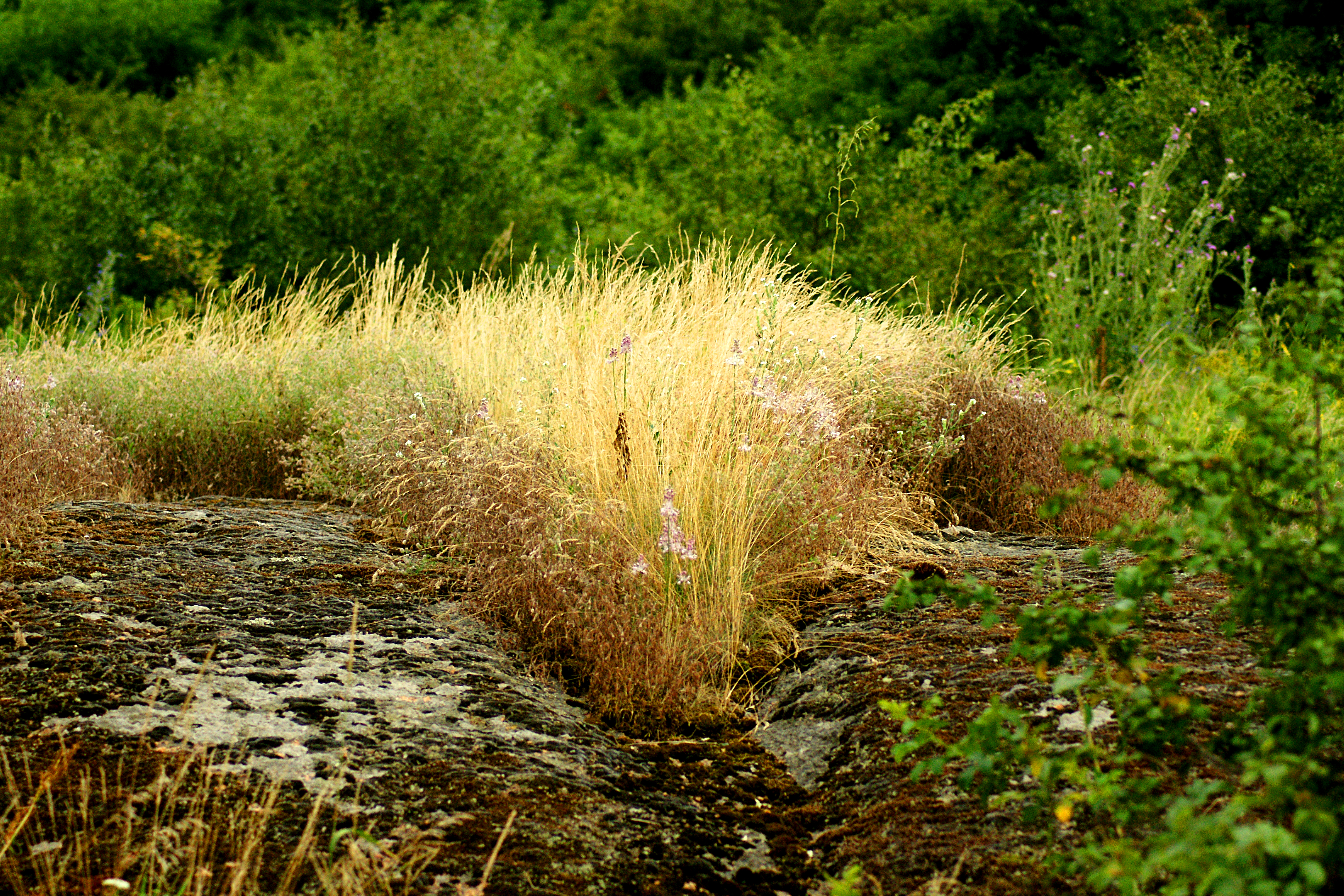
Масивні гранітні брили
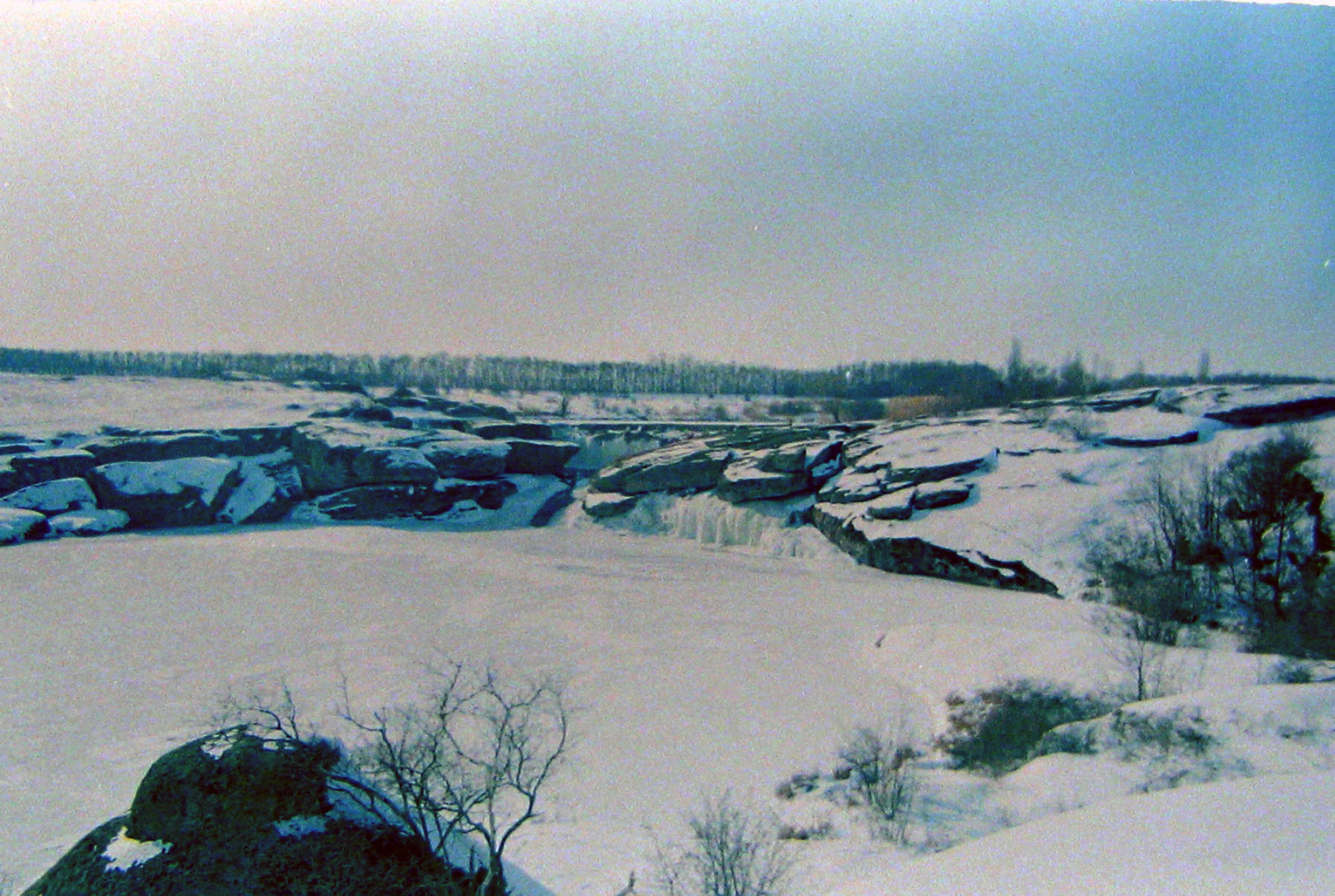
Каскади взимку
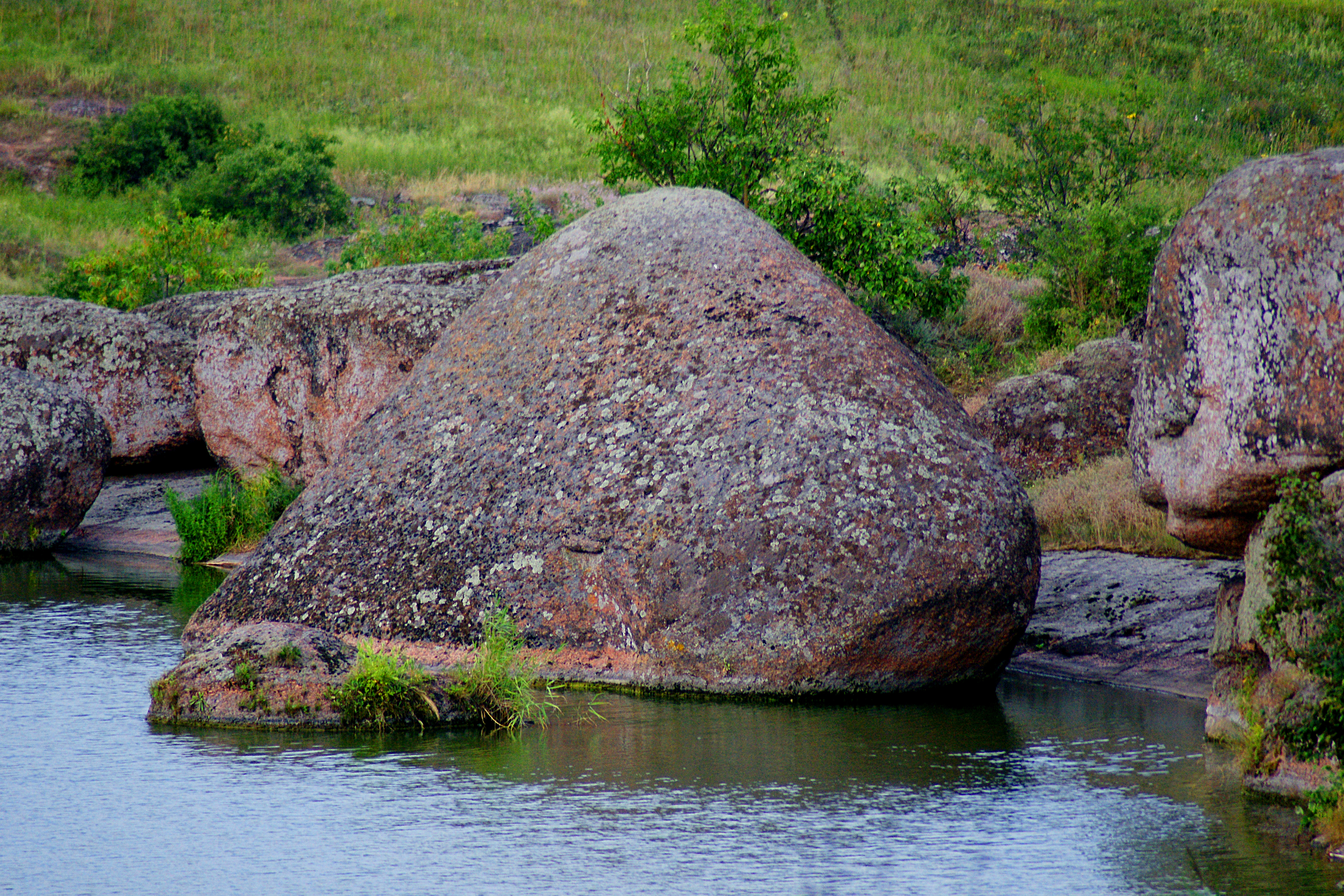
Камінь у воді